# Johann Martin Hirschmann

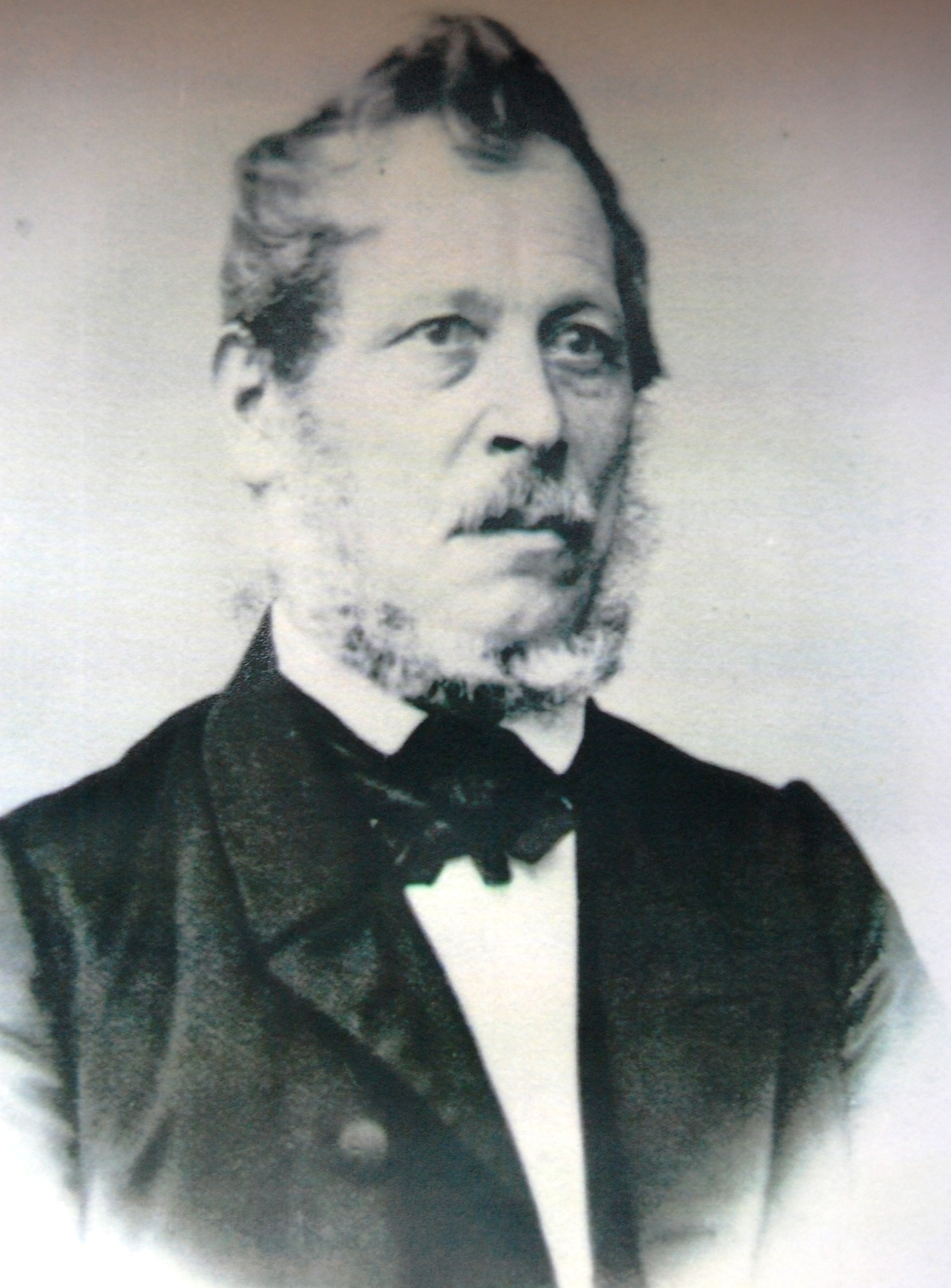
Johann Martin Hirschmann, letzter ehrenamtlicher Bürgermeister von Offenbach am Main

Johann Martin Hirschmann (* 1803; † nach 9. Februar 1874) war vom 5. März 1867 bis zum 10. Februar 1874 der letzte ehrenamtliche Bürgermeister von Offenbach am Main.

## Leben und Wirken
Johann Martin Hirschmann war der Besitzer einer lithografischen Anstalt in Offenbach am Main. Im Jahre 1856 hatte er den ersten Vorsitz im Gemeindevorstand der Frei-religiösen Gemeinde in Offenbach am Main von Joseph Pirazzi übernommen. Am 5. März 1867 wurde er der letzte ehrenamtliche Bürgermeister von Offenbach und übte dieses Amt bis zu seinem Tod im Jahre 1874 aus.
Hirschmann verfügte am 20. Juli 1870 im Bekanntmachungsorgan „Offenbacher Intelligenzblatt“, dass im Rahmen der allgemeinen Mobilmachung alle Offenbacher Pferdebesitzer ihre Pferde dem Militär zur Verfügung stellen müssen. Die Pferde wurden dann im Deutsch-Französischen Krieg von 1870–1871 verwendet. Als die aus Offenbach stammenden Soldaten am 24. Juni 1871 siegreich heimkehrten, wurden sie von Bürgermeister Hirschmann, weiteren Behördenvertretern und der Bevölkerung an der Sprendlinger Straße festlich empfangen.
1873, im letzten Amtsjahr von Bürgermeister Hirschmann, wurde die Bahnlinie Frankfurt – Bebra eröffnet und der Offenbacher Hauptbahnhof nach kontroversen Diskussionen im Offenbacher Stadtrat eingeweiht.